# بودو کون
بودو کون (آلمانی: Bodo Kuhn؛ زادهٔ ۹ اوت ۱۹۶۷) دونده دو سرعت اهل آلمان است.